# Aaron Kiil Olsen
Aaron Kiil Olsen (Norvégia, 2001. május 20. –) norvég korosztályos válogatott labdarúgó, a Vålerenga hátvédje.

## Pályafutása

### Klubcsapatokban
Olsen Norvégiában született. Az ifjúsági pályafutását a Bærum akadémiájánál kezdte.
2019-ben mutatkozott be a Bærum harmadosztályban szereplő felnőtt keretében. 2021. január 15-én a másodosztályú KFUM Oslohoz igazolt. Először a 2021. május 15-ei, Jerv ellen 1–1-es döntetlennel zárult mérkőzésen lépett pályára. Első gólját 2021. június 12-ei, Grorud ellen idegenben 2–2-es döntetlennel végződő találkozón szerezte meg.
2023. január 17-én négyéves szerződést kötött az első osztályban érdekelt Vålerenga együttesével.

### A válogatottban
Olsen 2022-ben debütált a norvég U21-es válogatottban. Először a 2022. november 19-ei, Franciaország ellen 1–1-es döntetlennel zárult mérkőzés 24. percében, Ole Martin Kolskogent váltva lépett pályára.

## Statisztikák
2022. november 8. szerint
| Klub      | Szezon   | Osztály     | Bajnokság | Bajnokság | Kupa  | Kupa | Nemzetközi | Nemzetközi | Összesen | Összesen |
| Klub      | Szezon   | Osztály     | Meccs     | Gól       | Meccs | Gól  | Meccs      | Gól        | Meccs    | Gól      |
| --------- | -------- | ----------- | --------- | --------- | ----- | ---- | ---------- | ---------- | -------- | -------- |
| KFUM Oslo | 2021     | OBOS-ligaen | 33        | 1         | 3     | 0    | —          | —          | 36       | 1        |
| KFUM Oslo | 2022     | OBOS-ligaen | 28        | 0         | 0     | 0    | —          | —          | 28       | 0        |
| KFUM Oslo | Összesen | Összesen    | 61        | 1         | 3     | 0    | 0          | 0          | 64       | 1        |
| Összesen  | Összesen | Összesen    | 61        | 1         | 3     | 0    | 0          | 0          | 64       | 1        |